# NGC 1540
NGC 1540 je galaksija u zviježđu Eridanu.

## Vanjske poveznice
- SEDS: NGC 1540